# Witold Kasperski (polityk)

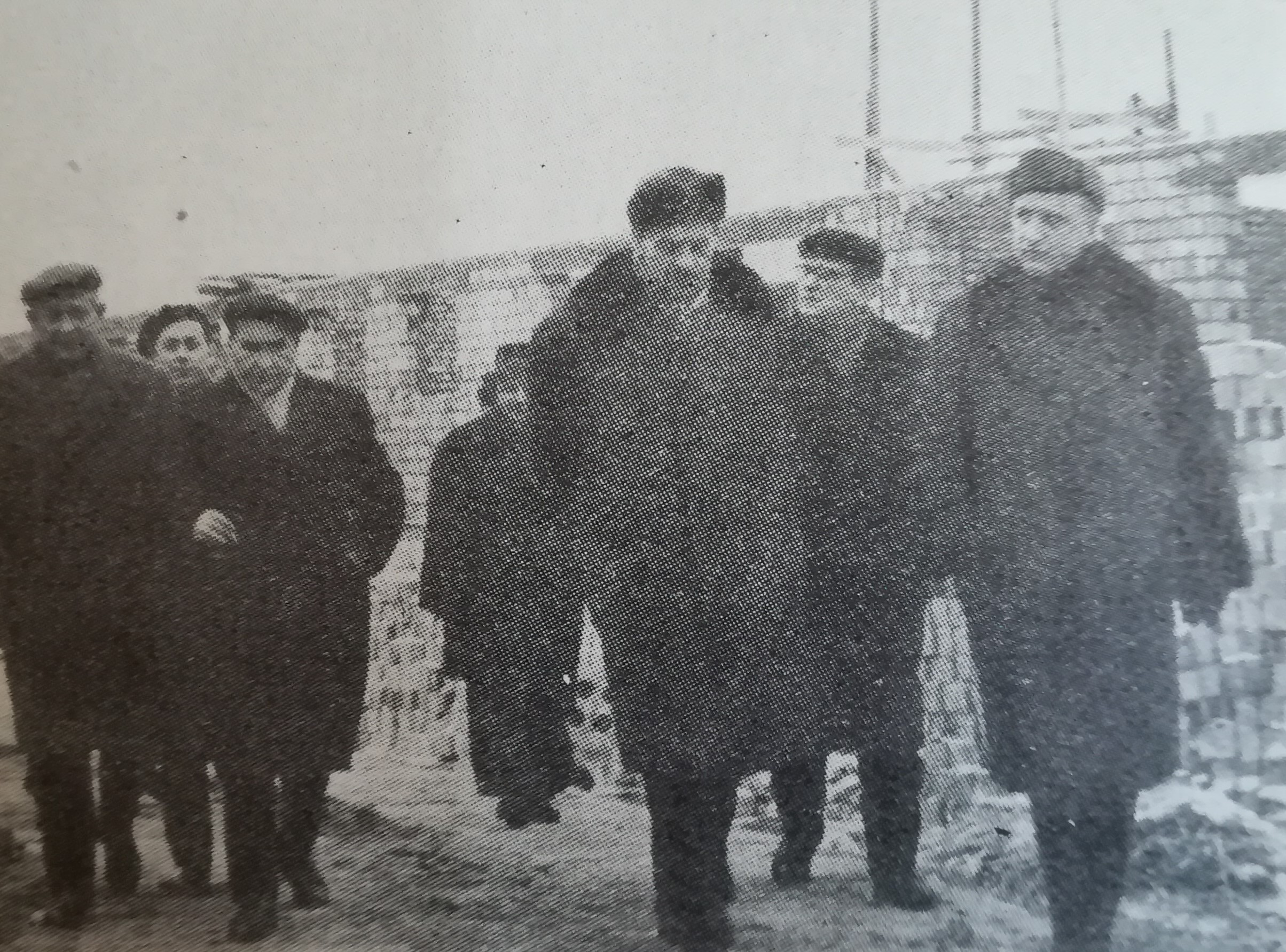
Witold Kasperski (w środku) wizytuje budowę osiedla Raszyn w Poznaniu w 1967

Witold Kasperski (ur. 12 grudnia 1909 w Dębinie, zm. 22 czerwca 1975) – polski nauczyciel i działacz komunistyczny, poseł na Sejm PRL IV i V kadencji.

## Życiorys
Syn Michała. Uzyskał wykształcenie średnie w Seminarium Nauczycielskim w Chełmie. Do wybuchu II wojny światowej pracował jako nauczyciel. Publikował także tomiki poezji (m.in. Dębowe progi z 1932, Fale mojej rzeki z 1933 i Przemiany z 1936). W latach 1946–1948 pełnił funkcję kierownika działu w Związku Rewizyjnym Spółdzielczości RP w Warszawie. W 1948 przystąpił do Polskiej Partii Robotniczej i wraz z nią do Polskiej Zjednoczonej Partii Robotniczej, do której należał do końca życia. W latach 1948–1950 był dyrektorem biura Centralnego Związku Spółdzielczego w Warszawie, w okresie 1950–1953 dyrektorem Centralnego Ośrodka Szkolenia Rolniczej Spółdzielni „Samopomoc Chłopska” w Warszawie, w latach 1953–1956 kierownikiem działu Centralnego Zarządu Budownictwa Miast i Osiedli „ZOR” w Warszawie, w okresie 1956–1957 dyrektorem Biura Spółdzielni Mieszkaniowej Centralnego Związku Spółdzielczości w Warszawie, w latach 1957–1960 wiceprezesem Związku Spółdzielni Mieszkaniowych w Warszawie, a w okresie 1960–1972 prezesem Centralnego Zarządu Związku Spółdzielni Budownictwa Mieszkaniowego w Warszawie. W latach 1968–1971 był zastępcą członka Komitetu Centralnego PZPR. W 1965 i 1969 uzyskiwał mandat posła na Sejm PRL kolejno w okręgach Katowice i Tarnów, zasiadając przez dwie kadencje w Komisji Budownictwa i Gospodarki Komunalnej.
Żonaty z Martą z domu Majzel (1909–1994). Pochowany na Cmentarzu Wojskowym na Powązkach (kwatera A15-3-17).

## Odznaczenia
- Order Sztandaru Pracy II klasy
- Krzyż Oficerski Orderu Odrodzenia Polski
- Srebrny Krzyż Zasługi (1955)[3]
- Medal 10-lecia Polski Ludowej (1955)[4]
- Odznaka „Przodownik Pracy” (1956)[5]
- Odznaka 1000-lecia Państwa Polskiego
- Złote Odznaczenie im. Janka Krasickiego